# Platytinospora buchholzii
Platytinospora buchholzii är en tvåhjärtbladig växtart som först beskrevs av Adolf Engler, och fick sitt nu gällande namn av Friedrich Ludwig Diels. Platytinospora buchholzii ingår i släktet Platytinospora och familjen Menispermaceae. Inga underarter finns listade i Catalogue of Life.